# دانا هوارد
دانا هوارد (بالإنجليزية: Dana Howard)‏ هو لاعب كرة قدم أمريكية أمريكي، ولد في 27 فبراير 1972 في سانت لويس الشرقية ‏ في الولايات المتحدة.

## وصلات خارجية
- دانا هوارد على موقع مرجع كرة القدم المحترفة.كوم (الإنجليزية)